# أندرو روهان
أندرو روهان (بالإنجليزية: Andrew Rohan)‏ (30 حزيران/يونيو 1948 - ) هو سياسي عراقي ثم أسترالي، ولد في  بالحبانية بالعراق. نشط حزبياً في الحزب الليبرالي الأسترالي، وقد انتخب عضو الجمعية التشريعية نيو ساوث ويلز.